# 住本結花
住本 結花（すみもと ゆか、1995年7月24日 - ）は、元岩手めんこいテレビのアナウンサー。

## 人物
千葉県千葉市出身。日本女子大学在学中の3年時からはテレビ朝日アスクで学ぶ傍ら、AbemaNews（AbemaTV内のニュースチャンネル）とBS朝日の学生キャスターを担当。
2018年4月、岩手めんこいテレビ入社。現在は平日夕方のニュース番組 mit Live Newsキャスターを担当。
趣味はスポーツと、アニメ。特技はお菓子作り。
祖母が東北の出身でよく"めんこ"というあだ名で呼ばれていた。
元同局アナウンサーの千葉絢子（現岩手県議会議員）と同じ誕生日（7月24日）にあたる。

## 過去の担当番組
- mitプライムニュース(気象担当[4]、月火担当。2018年10月 - 2019年3月)
- E5いい旅（リポーター、2018年10月 - 2019年3月[5]）
- あなたの町のカイシャ訪問（ナレーション、2018年12月 - 2019年3月）
- mit Live News（キャスター[6]、2019年4月 - ）
- 定時ニュース

## 雑誌掲載
- FLASH (写真週刊誌)2018年12月4日号企画 〈本誌が厳選!全国新人美女アナウンサー「オフショット」名鑑〉
- 週刊プレイボーイ2019年5月13日号企画 『全国美人アナウンサーが推薦!!激ウマ「ご当地ソウルフード」2019 part2』

## イベント出演
- 春の藤原まつり2019
  - 源義経公東下り行列　北の方（郷御前）役　2019年5月2日
- 盛岡文士劇(2019)
  - 現代物 『恋はトライ＆トライ』 鈴木綾子 役  2019年11月30日・12月1日